# Olympische Winterspiele 2018/Freestyle-Skiing
Bei den XXIII. Olympischen Winterspielen 2018 in Pyeongchang fanden zehn Wettbewerbe im Freestyle-Skiing statt. Austragungsort sämtlicher Wettkämpfe war der Phoenix Snow Park bei Bongpyeong-myeon.

## Bilanz

### Medaillenspiegel
| Platz | Land                             | Gold | Silber | Bronze | Gesamt |
| ----- | -------------------------------- | ---- | ------ | ------ | ------ |
| 1     | Kanada                           | 4    | 2      | 1      | 7      |
| 2     | Vereinigte Staaten               | 1    | 2      | 1      | 4      |
| 2     | Schweiz                          | 1    | 2      | 1      | 4      |
| 4     | Frankreich                       | 1    | 1      | –      | 2      |
| 5     | Norwegen                         | 1    | –      | –      | 1      |
| 5     | Ukraine                          | 1    | –      | –      | 1      |
| 5     | Belarus                          | 1    | –      | –      | 1      |
| 8     | Volksrepublik China              | –    | 2      | 1      | 3      |
| 9     | Australien                       | –    | 1      | –      | 1      |
| 10    | Olympische Athleten aus Russland | –    | –      | 2      | 2      |
| 11    | Großbritannien                   | –    | –      | 1      | 1      |
| 11    | Japan                            | –    | –      | 1      | 1      |
| 11    | Kasachstan                       | –    | –      | 1      | 1      |
| 11    | Neuseeland                       | –    | –      | 1      | 1      |

### Medaillengewinner
| Konkurrenz  | Gold                | Silber             | Bronze                 |
| ----------- | ------------------- | ------------------ | ---------------------- |
| Aerials     | Oleksandr Abramenko | Jia Zongyang       | Ilja Burow             |
| Halfpipe    | David Wise          | Alex Ferreira      | Nico Porteous          |
| Buckelpiste | Mikaël Kingsbury    | Matt Graham        | Daichi Hara            |
| Skicross    | Brady Leman         | Marc Bischofberger | Sergei Ridsik          |
| Slopestyle  | Øystein Bråten      | Nick Goepper       | Alex Beaulieu-Marchand |

| Konkurrenz  | Gold            | Silber                  | Bronze            |
| ----------- | --------------- | ----------------------- | ----------------- |
| Aerials     | Hanna Huskowa   | Zhang Xin               | Kong Fanyu        |
| Halfpipe    | Cassie Sharpe   | Marie Martinod          | Brita Sigourney   |
| Buckelpiste | Perrine Laffont | Justine Dufour-Lapointe | Julija Galyschewa |
| Skicross    | Kelsey Serwa    | Brittany Phelan         | Fanny Smith       |
| Slopestyle  | Sarah Höfflin   | Mathilde Gremaud        | Isabel Atkin      |

## Ergebnisse Männer

### Aerials
| Platz | Land | Sportler               | Punkte |
| ----- | ---- | ---------------------- | ------ |
| 1     | UKR  | Oleksandr Abramenko    | 128,51 |
| 2     | CHN  | Jia Zongyang           | 128,05 |
| 3     | OAR  | Ilja Burow             | 122,17 |
| 4     | OAR  | Pawel Krotow           | 103,17 |
| 5     | CAN  | Olivier Rochon         | 098,11 |
| 6     | BLR  | Stanislau Hladtschanka | 092,61 |
| 7     | CHN  | Qi Guangpu             | 122,17 |
| 8     | USA  | Jonathon Lillis        | 095,47 |
| 9     | CHN  | Liu Zhongqing          | 094,57 |
| 10    | AUS  | David Morris           | 111,95 |

Datum: 18. Februar 2018, 20:00 Uhr (12:00 Uhr MEZ)
Olympiasieger 2014:  Anton Kuschnir

Weltmeister 2017:  Jonathon Lillis

### Halfpipe
| Platz | Land | Sportler            | Punkte |
| ----- | ---- | ------------------- | ------ |
| 1     | USA  | David Wise          | 97,20  |
| 2     | USA  | Alex Ferreira       | 96,40  |
| 3     | NZL  | Nico Porteous       | 94,80  |
| 4     | NZL  | Beau-James Wells    | 91,60  |
| 5     | CAN  | Noah Bowman         | 89,40  |
| 6     | CAN  | Mike Riddle         | 85,40  |
| 7     | USA  | Aaron Blunck        | 84,80  |
| 8     | AUT  | Andreas Gohl        | 68,80  |
| 9     | USA  | Torin Yater-Wallace | 65,20  |
| 10    | FRA  | Thomas Krief        | 09,80  |

Datum: 22. Februar 2018, 11:30 Uhr (3:30 Uhr MEZ)
Olympiasieger 2014:  David Wise

Weltmeister 2017:  Aaron Blunck

### Buckelpiste
| Platz | Land | Sportler            | Punkte |
| ----- | ---- | ------------------- | ------ |
| 1     | CAN  | Mikaël Kingsbury    | 86,63  |
| 2     | AUS  | Matt Graham         | 82,57  |
| 3     | JPN  | Daichi Hara         | 82,19  |
| 4     | CAN  | Marc-Antoine Gagnon | 77,02  |
| 5     | USA  | Casey Andringa      | 75,50  |
| 6     | NOR  | Vinjar Slåtten      | 33,61  |
| 7     | KAZ  | Pawel Kolmakow      | 76,10  |
| 8     | KAZ  | Dmitri Reicherd     | 58,64  |
| 9     | FRA  | Sacha Theocharis    | 34,49  |
| 10    | JPN  | Shō Endō            | DNF    |

Datum: 12. Februar 2018, 19:30 Uhr (11:30 Uhr MEZ)
Olympiasieger 2014:  Alexandre Bilodeau

Weltmeister 2017:  Ikuma Horishima

### Skicross
| Platz | Land | Sportler           |
| ----- | ---- | ------------------ |
| 1     | CAN  | Brady Leman        |
| 2     | SUI  | Marc Bischofberger |
| 3     | OAR  | Sergei Ridsik      |
| 4     | CAN  | Kevin Drury        |
| 5     | SUI  | Armin Niederer     |
| 6     | FRA  | Arnaud Bovolenta   |
| 7     | SLO  | Filip Flisar       |
| 8     | CAN  | David Duncan       |
| 9     | SUI  | Alex Fiva          |
| 10    | FRA  | François Place     |

Datum: 21. Februar 2018, 13:15 Uhr (5:15 Uhr MEZ)
Olympiasieger 2014:  Jean-Frédéric Chapuis

Weltmeister 2017:  Victor Öhling Norberg

### Slopestyle
| Platz | Land | Sportler               | Punkte |
| ----- | ---- | ---------------------- | ------ |
| 1     | NOR  | Øystein Bråten         | 95,00  |
| 2     | USA  | Nick Goepper           | 93,60  |
| 3     | CAN  | Alex Beaulieu-Marchand | 92,40  |
| 4     | GBR  | James Woods            | 91,00  |
| 5     | CAN  | Teal Harle             | 90,00  |
| 6     | CAN  | Evan McEachran         | 89,40  |
| 7     | SUI  | Andri Ragettli         | 85,80  |
| 8     | NOR  | Ferdinand Dahl         | 76,40  |
| 9     | SUI  | Elias Ambühl           | 73,20  |
| 10    | SUI  | Jonas Hunziker         | 66,20  |

Datum: 18. Februar 2018, 13:15 Uhr (5:15 Uhr MEZ)
Olympiasieger 2014:  Joss Christensen

Weltmeister 2017:  McRae Williams

## Ergebnisse Frauen

### Aerials
| Platz | Land | Sportlerin       | Punkte |
| ----- | ---- | ---------------- | ------ |
| 1     | BLR  | Hanna Huskowa    | 96,14  |
| 2     | CHN  | Zhang Xin        | 95,52  |
| 3     | CHN  | Kong Fanyu       | 70,14  |
| 4     | BLR  | Ala Zuper        | 59,94  |
| 5     | AUS  | Laura Peel       | 55,34  |
| 6     | USA  | Madison Olsen    | 47,23  |
| 7     | OAR  | Ljubow Nikitina  | 80,01  |
| 8     | OAR  | Alexandra Orlowa | 61,25  |
| 9     | CHN  | Xu Mengtao       | 59,25  |
| 10    | USA  | Kiley McKinnon   | 80,95  |

Datum: 16. Februar 2018, 20:00 Uhr (12:00 Uhr MEZ)
Olympiasiegerin 2014:  Ala Zuper

Weltmeisterin 2017:  Ashley Caldwell

### Halfpipe
| Platz | Land | Sportlerin          | Punkte |
| ----- | ---- | ------------------- | ------ |
| 1     | CAN  | Cassie Sharpe       | 95,80  |
| 2     | FRA  | Marie Martinod      | 92,60  |
| 3     | USA  | Brita Sigourney     | 91,60  |
| 4     | USA  | Annalisa Drew       | 90,80  |
| 5     | JPN  | Ayana Onozuka       | 82,20  |
| 6     | OAR  | Walerija Demidowa   | 80,60  |
| 7     | GBR  | Rowan Cheshire      | 75,40  |
| 8     | GER  | Sabrina Cakmakli    | 74,20  |
| 9     | CHN  | Zhang Kexin         | 73,00  |
| 10    | CAN  | Rosalind Groenewoud | 70,60  |

Datum: 20. Februar 2018, 10:30 Uhr (2:30 Uhr MEZ)
Olympiasiegerin 2014:  Maddie Bowman

Weltmeisterin 2017:  Ayana Onozuka

### Buckelpiste
| Platz | Land | Sportlerin              | Punkte |
| ----- | ---- | ----------------------- | ------ |
| 1     | FRA  | Perrine Laffont         | 78,65  |
| 2     | CAN  | Justine Dufour-Lapointe | 78,56  |
| 3     | KAZ  | Julija Galyschewa       | 77,40  |
| 4     | AUS  | Jakara Anthony          | 75,35  |
| 5     | AUS  | Britteny Cox            | 75,08  |
| 6     | CAN  | Andi Naude              | DNF    |
| 7     | USA  | Jaelin Kauf             | 76,03  |
| 8     | USA  | Keaton McCargo          | 75,79  |
| 9     | CAN  | Audrey Robichaud        | 74,89  |
| 10    | OAR  | Regina Rachimowa        | 73,55  |

Datum: 11. Februar 2018, 19:30 Uhr (11:30 Uhr MEZ)
Olympiasiegerin 2014:  Justine Dufour-Lapointe

Weltmeisterin 2017:  Britteny Cox

### Skicross
| Platz | Land | Sportlerin               |
| ----- | ---- | ------------------------ |
| 1     | CAN  | Kelsey Serwa             |
| 2     | CAN  | Brittany Phelan          |
| 3     | SUI  | Fanny Smith              |
| 4     | SWE  | Sandra Näslund           |
| 5     | FRA  | Alizée Baron             |
| 6     | SWE  | Lisa Andersson           |
| 7     | SUI  | Sanna Lüdi               |
| 8     | AUS  | Sami Kennedy-Sim         |
| 9     | AUT  | Katrin Ofner             |
| 10    | FRA  | Marielle Berger Sabbatel |

Datum: 23. Februar 2018, 13:15 Uhr (5:15 Uhr MEZ)
Olympiasiegerin 2014:  Marielle Thompson

Weltmeisterin 2017:  Sandra Näslund

### Slopestyle
| Platz | Land | Sportlerin                 | Punkte |
| ----- | ---- | -------------------------- | ------ |
| 1     | SUI  | Sarah Höfflin              | 91,20  |
| 2     | SUI  | Mathilde Gremaud           | 88,00  |
|       | GBR  | Isabel Atkin               | 84,60  |
| 4     | USA  | Maggie Voisin              | 81,20  |
| 5     | NOR  | Johanne Killi              | 76,00  |
| 6     | CAN  | Yuki Tsubota               | 74,40  |
| 7     | GBR  | Katie Summerhayes          | 71,40  |
| 8     | SWE  | Jennie-Lee Burmansson      | 65,00  |
| 9     | NOR  | Tiril Sjåstad Christiansen | 60,40  |
| 10    | USA  | Devin Logan                | 56,80  |

Datum: 17. Februar 2018, 13:00 Uhr (5:00 Uhr MEZ)
Olympiasiegerin 2014:  Dara Howell

Weltmeisterin 2017:  Tess Ledeux